# Chloroclystis variospila
Chloroclystis variospila là một loài bướm đêm trong họ Geometridae.